# Sen zimowy

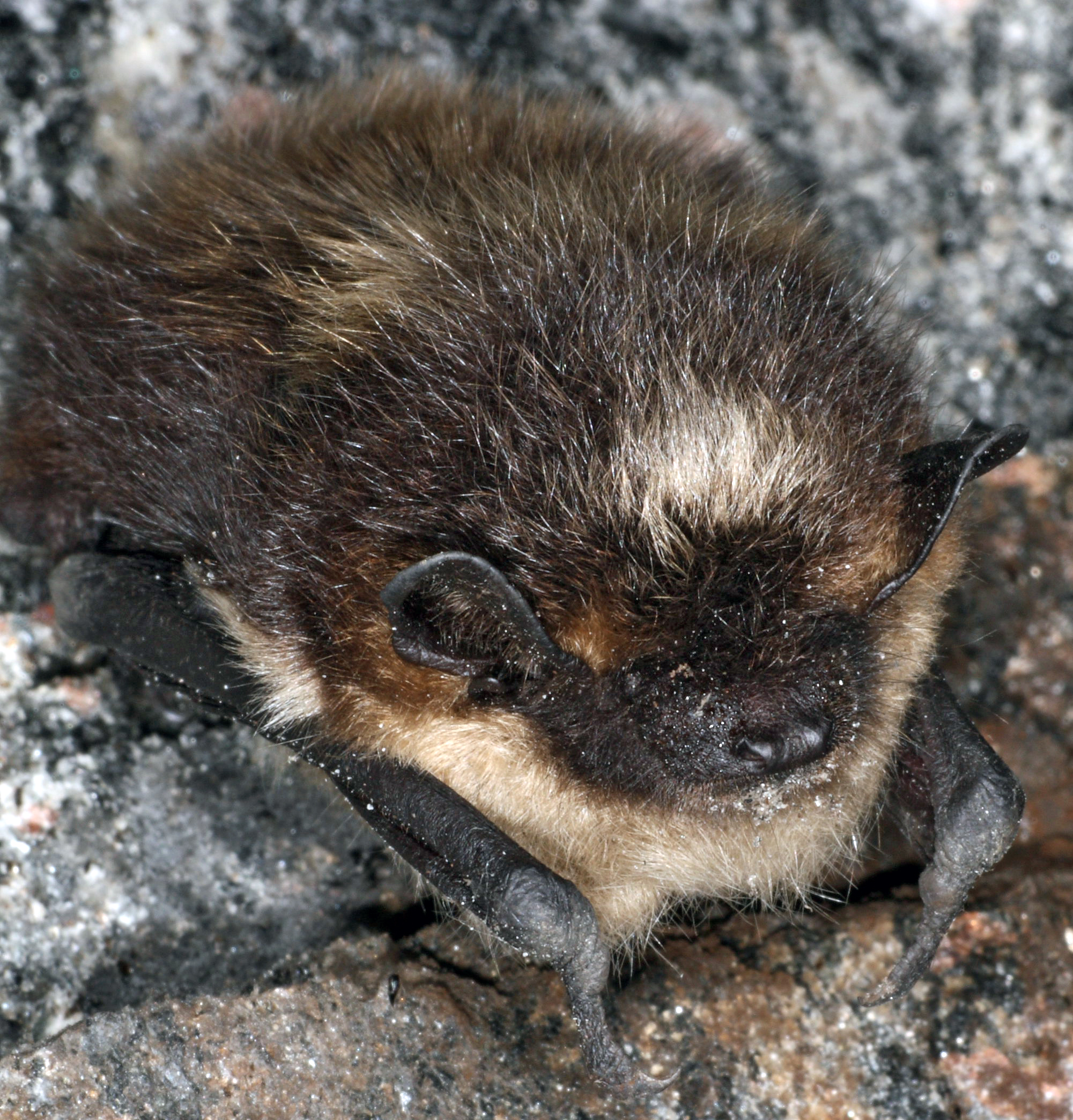
Hibernujący mroczek pozłocisty sfotografowany w Norwegii

Sen zimowy – fizjologiczny stan odrętwienia organizmu objawiający się okresowym spowolnieniem procesów życiowych u niektórych zwierząt stałocieplnych, pozwalający przetrwać im trudne warunki zimy. Sen zimowy może być stanem ciągłym lub przerywanym. Trwa od kilku tygodni do siedmiu miesięcy. Jest poprzedzony gromadzeniem brunatnej tkanki tłuszczowej w organizmie lub zapasów pokarmu w gnieździe oraz zmianami w funkcjonowaniu gruczołów dokrewnych. 
Pojęcie snu zimowego jest różnie interpretowane przez badaczy. W powszechnym użyciu jest utożsamiane z hibernacją, nazywaną też hibernacją naturalną dla odróżnienia od sztucznej hibernacji stosowanej na przykład w medycynie. 
Zdolność do hibernacji rozwinęła się niezależnie w wielu grupach zwierząt i osiąga różny stopień. Fizjologicznie sen zimowy niedźwiedzia brunatnego, borsuka lub jenota różni się od właściwej hibernacji brakiem głębokiej hipotermii i mniejszym stopniem spowolnienia procesów metabolicznych. U tych gatunków nie następuje wyłączenie termoregulacji. Taki stan odrętwienia określany jest też mianem spoczynku lub letargu zimowego. Dlatego przez wielu fizjologów sen zimowy nie jest uznawany za stan właściwej hibernacji, a sam termin jest przez nich stosowany wyłącznie w odniesieniu do tych zwierząt, które nie są uznawane za prawdziwych hibernatorów.
Obserwacje pod tym kątem prowadzono między innymi na niedźwiedziach czarnych. Stwierdzono, że:
- temperatura spadła z 38 do 33 °C, ale tylko w okresie poporodowym,
- liczba skurczów serca spadła z 55 do 9 na minutę,
- zwierzęta poruszały się w norze,
- zwierzęta nie jadły, nie piły, nie wydalały moczu, nie defekowały,
- masa kości i mięśni nie uległa zmianie[4].